# Force de frappe

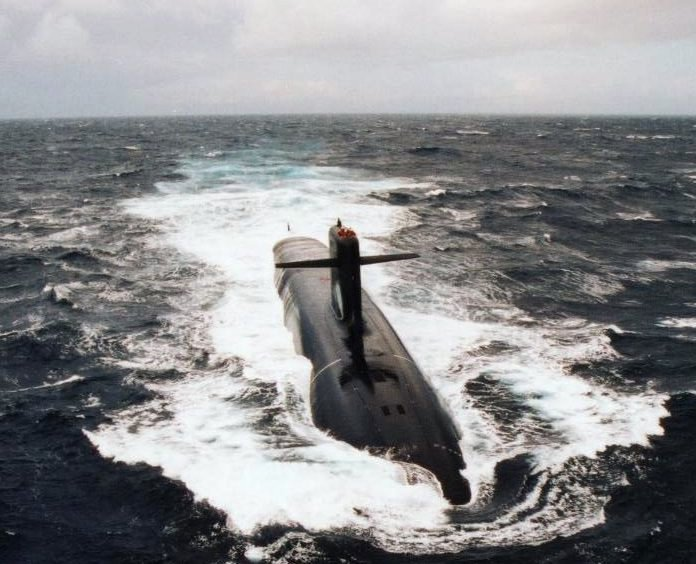
Submarino Le Téméraire de la clase Le Triomphant, de propulsión nuclear de nueva generación (SNLE-NG) de la Marina Nacional francesa.

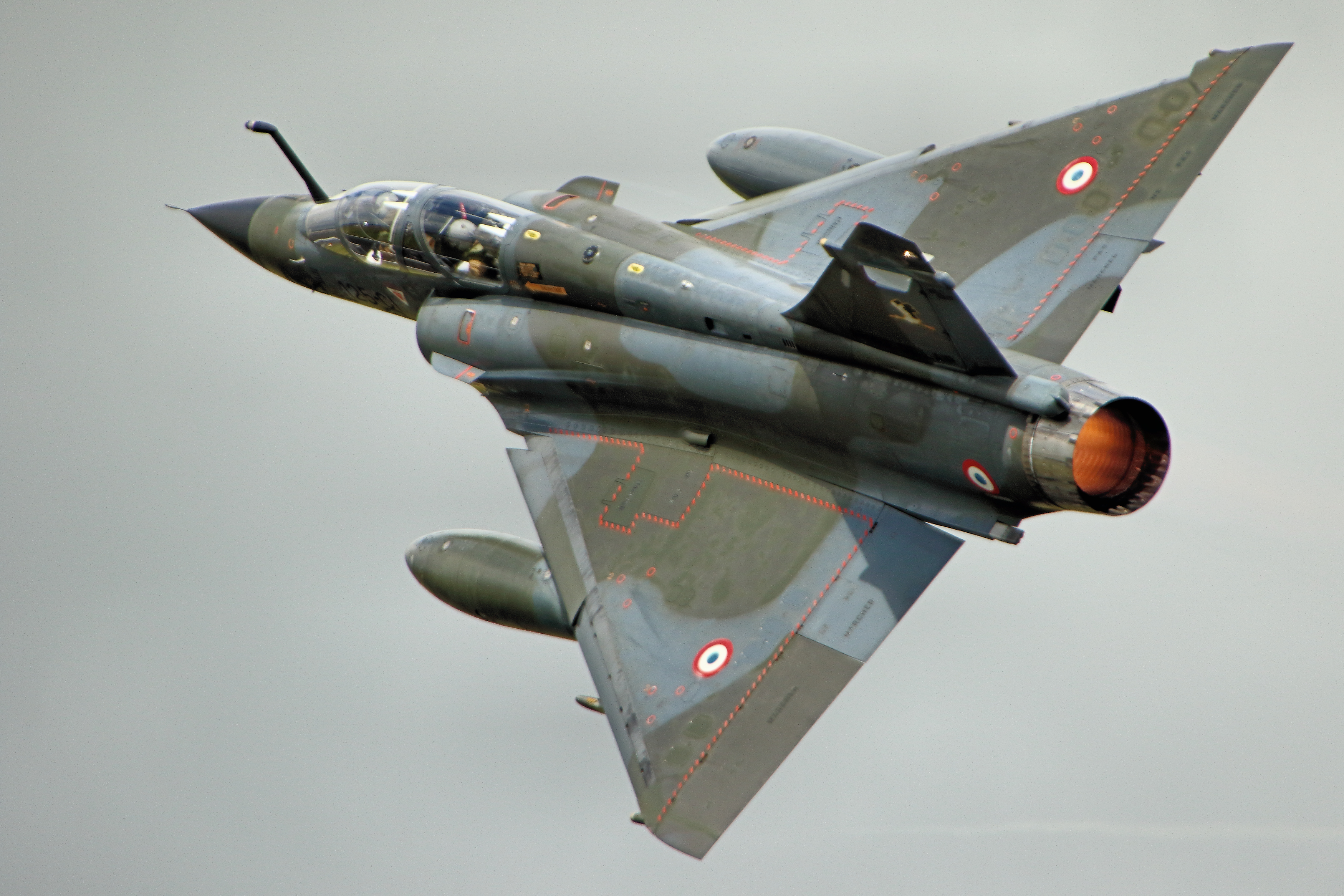
Cazabombardero Mirage 2000N, con capacidad nuclear.

El término Force de frappe (en francés 'fuerza de choque') hace referencia a la fuerza de disuasión nuclear francesa. El arsenal nuclear de las Fuerzas Armadas Francesas, compuesto por armamento nuclear aeronaval. Es la cuarta fuerza nuclear más grande del mundo por detrás de la china, la estadounidense y la rusa.

## Historia
La idea de dotar a Francia con armas nucleares surgió a mediados de 1950 bajo la administración de Pierre Mendès France, durante la IV República. La Force de frappe nació en 1960 como consecuencia de la proclamación de la V República Francesa, de mano del general Charles de Gaulle. Fue concebida como uno de los elementos clave de la independencia económica, diplomática y militar del país europeo frente a las dos grandes potencias enfrentadas mundialmente: Estados Unidos y la Unión Soviética. Además Francia sería capaz de repeler un hipotético ataque nuclear soviético con independencia de la OTAN, organización militar que estaba, en opinión de De Gaulle, excesivamente controlada por los estadounidenses.
La primera prueba nuclear que convirtió a Francia en una potencia nuclear de facto fue llevada a cabo en 1960 en el Sáhara. Posteriormente las pruebas se repitieron en diversas colonias del Pacífico, utilizando cabezas nucleares más potentes, detonándose la última en el año 1996.

## Mando
Aunque la responsabilidad de las fuerzas armadas esté compartida por el presidente y el primer ministro según la Constitución del 58, un decreto de 1962 solo atribuye al presidente de la República (jefe del Estado) la capacidad de autorizar el uso de armamento nuclear.

## En la actualidad
La Force de frappe basa parte de su poder en la utilización de submarinos nucleares balísticos  (SSBN) clase Le Triomphant, después de que a finales del siglo XX se retiraran todos los misiles nucleares de alcance intermedio (IRBM) basados en tierra del modelo SSBS S3, los misiles nucleares de corto alcance (SRBM) del modelo Plutón, y fuera dado de baja en 2008 el último SSBN clase Le Redoutable. Los SSBN transportan misiles intercontinentales tipo M51 fabricados por EADS.
La otra gran punta de lanza de la fuerza de disuasión francesa son los bombarderos Mirage 2000 NK2, capaces de transportar dispositivos nucleares a medias distancias. Este modelo remplazó al Mirage IV, en activo desde la década de los 60. También los nuevos aviones Rafale, capaces de operar desde portaaviones, pueden llevar armamento nuclear. Sin embargo, en 2009 se ordenó que bajo circunstancias normales el portaaviones Charles de Gaulle no desplegaría armas nucleares.
En marzo de 2008, el presidente galo, Nicolas Sarkozy, anunció que el arsenal atómico francés sería reducido hasta alcanzar las 300 cabezas nucleares, unas 50 menos que a comienzos de año.
"Europeización de la fuerza nuclear francesa"
En febrero de 2020 el presidente francés Emmanuel Macron, en la Conferencia de Seguridad de Múnich, ofreció un "diálogo estratégico" con Alemania y el resto de la Unión Europea sobre la fuerza de disuasión nuclear francesa, en un contexto de reciente salida del Reino Unido de la UE (era junto a Francia los dos Estados miembros que tenían armas nucleares) y la nueva clara mirada de Estados Unidos hacia el Pacífico y China, que se traducía en una paulatina  retirada de las fuerzas estadounidenses en Europa y en donde 1 años antes el presidente francés calificó la situación de la OTAN como en "muerte cerebral". En febrero de 2022, con la invasión rusa de Ucrania, la idea de tener un segundo paraguas nuclear junto al estadounidense reaviva la idea. En febrero de 2024, a dos años de la guerra en Ucrania, el expresidente estadounidense Donald Trump dijo que si volvía a ser presidente, no protegería a los países de la OTAN que no contribuyesen con un 2% de gasto en defensa, incluso "animaría" a Putin a que siguiera invadiendo países europeos. Esas declaraciones causaron polémica en Europa, tras lo cual varios políticos europeos volvieron a abrir el debate de "europeizar" la fuerza de disuasión nuclear francesa.

## Futuro
- Armas de destrucción masiva en Francia
- Armas nucleares de Francia
- Pruebas nucleares
- Marina_Nacional_francesa#Desarrollos_futuros
- Futuro portaviones francés
- SNLE 3G